# قطار إكسبريس

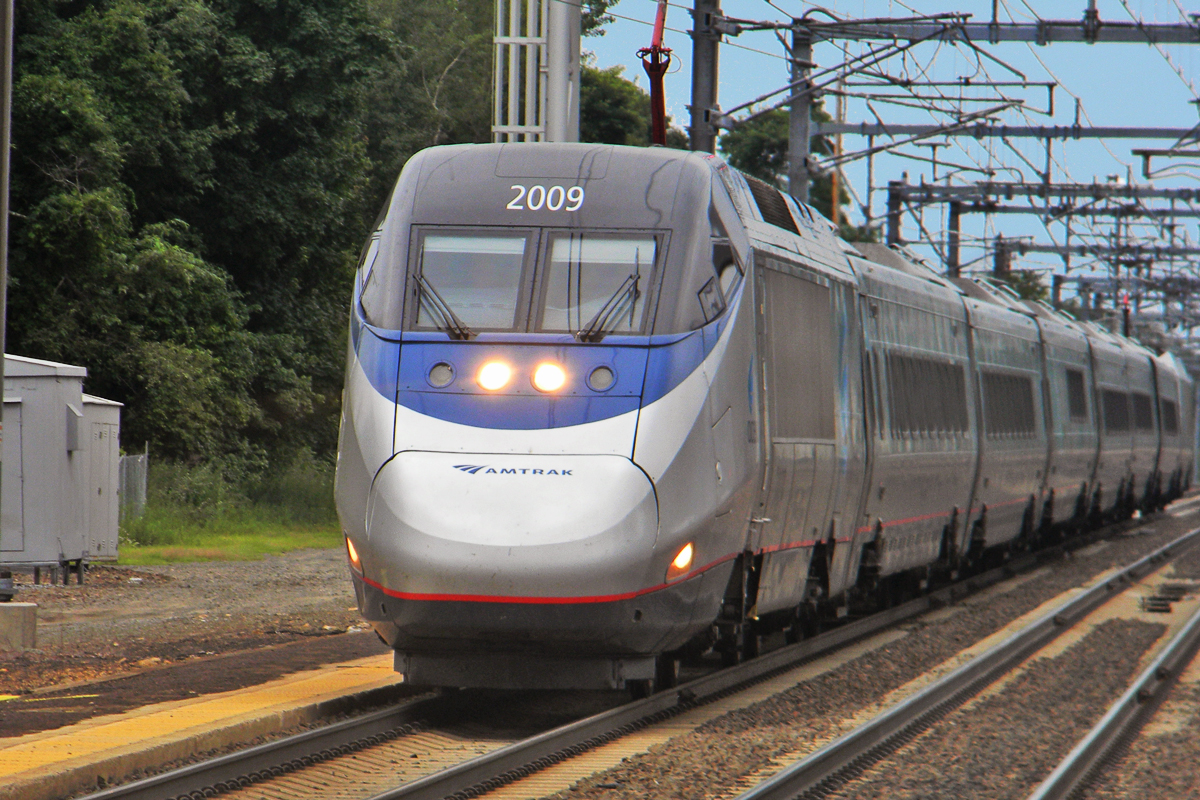
قطار إكسبريس

قطار إكسبريس (بالإنجليزية: Express train)‏ هو قطار سريع يقوم بعدد قليل من عمليات التوقف خلال الرحلة مما يؤدي لكونه أسرع من القطارات الأخرى.
تتوقف القطارات السريعة عن عدد قليل من محطات التوقف، وعادة ما تكون الوجهات الرئيسية، مما يسمح بخدمة أسرع من القطارات المحلية التي تتوقف عند معظم أو كل المحطات على طول طريقها. يشار إليها أحيانًا باسم «القطارات السريعة» (أو مصطلح مكافئ، مثل Schnellzug الألماني)، مما يعني أنها أسرع من القطارات الأخرى على نفس الطريق. على الرغم من أن العديد من خدمات القطارات فائقة السرعة سريعة، فليست جميع القطارات السريعة «سريعة» بالنسبة للخدمات الأخرى؛ كانت القطارات المبكرة في المملكة المتحدة في القرن التاسع عشر تقتصر على 40 ميلاً في الساعة (64 كم / ساعة). القطارات السريعة في بعض الأحيان لديها أسعار أعلى من الطرق الأخرى، وقد يطلب من حاملي بطاقة السكك الحديدية دفع رسوم إضافية. قد تكون الدرجة الأولى هي الوحيدة المتاحة. قد تتوقف بعض مسارات القطارات السريعة التي تتداخل مع خدمة القطارات المحلية في المحطات القريبة من نهايات الخط الخلفي. يمكن القيام بذلك، على سبيل المثال، حيث لا توجد خدمة محلية تكميلية لتلك المحطات. قد تصبح طرق القطار السريع محلية أيضًا عندما يكون ذلك عمليًا للغاية، مثل أثناء الليل.